# Капсін Юрій Олександрович
Юрій Олександрович Капсін (нар. 18 березня 1940, Чарджоу, Туркменська РСР — пом. 2 серпня 2013, Самара, Росія) — радянський футболіст, захисник. Майстер спорту СРСР.

## Життєпис
Народився в Чарджоу Туркменської РСР, футболом розпочав займатися в Сизрані, вихованець команди комбайнового заводу «Торпедо». З 1960 року грав у другому ешелоні радянського першості за «Нафтовик» (Сизрань). По ходу сезону 1962 року перейшов до куйбишевського «Крила Рад», у чемпіонаті дебютував 7 вересня 1963 року. Грав на позиції переднього центрального захисника, відрізнявся високим зростом та розважливим стрибком. На наступний рік в складі команди зайняв 10 місце в чемпіонаті і дійшов до фіналу Кубку. У 1969 році перейшов у донецький «Шахтар», але через травму зіграв лише сім матчів. У 1970 роком був тренером «Важмашу», а грав за «Волгу» Куйбишев. Завершив кар'єру 1971 року в «Торпедо» (Тольятті). У Куйбишеві працював тренером СК «Волга». У 1976-1992 очолював кафедру фізвиховання Куйбишевського державного університету, згодом 6 років займався бізнесом. З 1998 року нетривалий час очолював спорткомітет Сизрані. Працював охоронцем автостоянки.
Включався до числа 33-ох найкращих футболістів «Крил Рад» за історію.
Помер 2013 року в віці 73 років.